# Daniel Delander
Daniel Delander (... – 1733) è stato un orologiaio inglese.

## Biografia
Successore di Nathaniel Delander, Daniel Delander fu apprendista dal 1692 di Charles Halstead e poi di Thomas Tompion; membro della Clockmakers' Company nel 1699. Inventò la molla di chiusura delle casse degli orologi. Suoi orologi sono conservati presso il Science Museum e il Guildhall Museum di Londra e al Metropolitan Museum di New York. Il British Museum possiede (Ilbert Collection) il più antico orologio a secondi indipendenti al centro, costruito dal Delander nel 1720. Daniel Delander realizzò anche numerosi orologi da mensola e a cassa lunga. Il figlio Nathaniel II continuò la tradizione familiare.